# Septembrie 2003
Acest articol este generat integral pe baza informațiilor din articolul 2003 și este actualizat periodic de un robot.
 Editările făcute în articol vor fi șterse la următoarea actualizare! Dacă doriți să faceți modificări, editați articolul-sursă.

ianuarie -
februarie -
martie -
aprilie -
mai -
iunie -
iulie -
august -
septembrie -
octombrie -
noiembrie -
decembrie
Septembrie 2003 a fost a noua lună a anului și a început într-o zi de luni.

## Evenimente

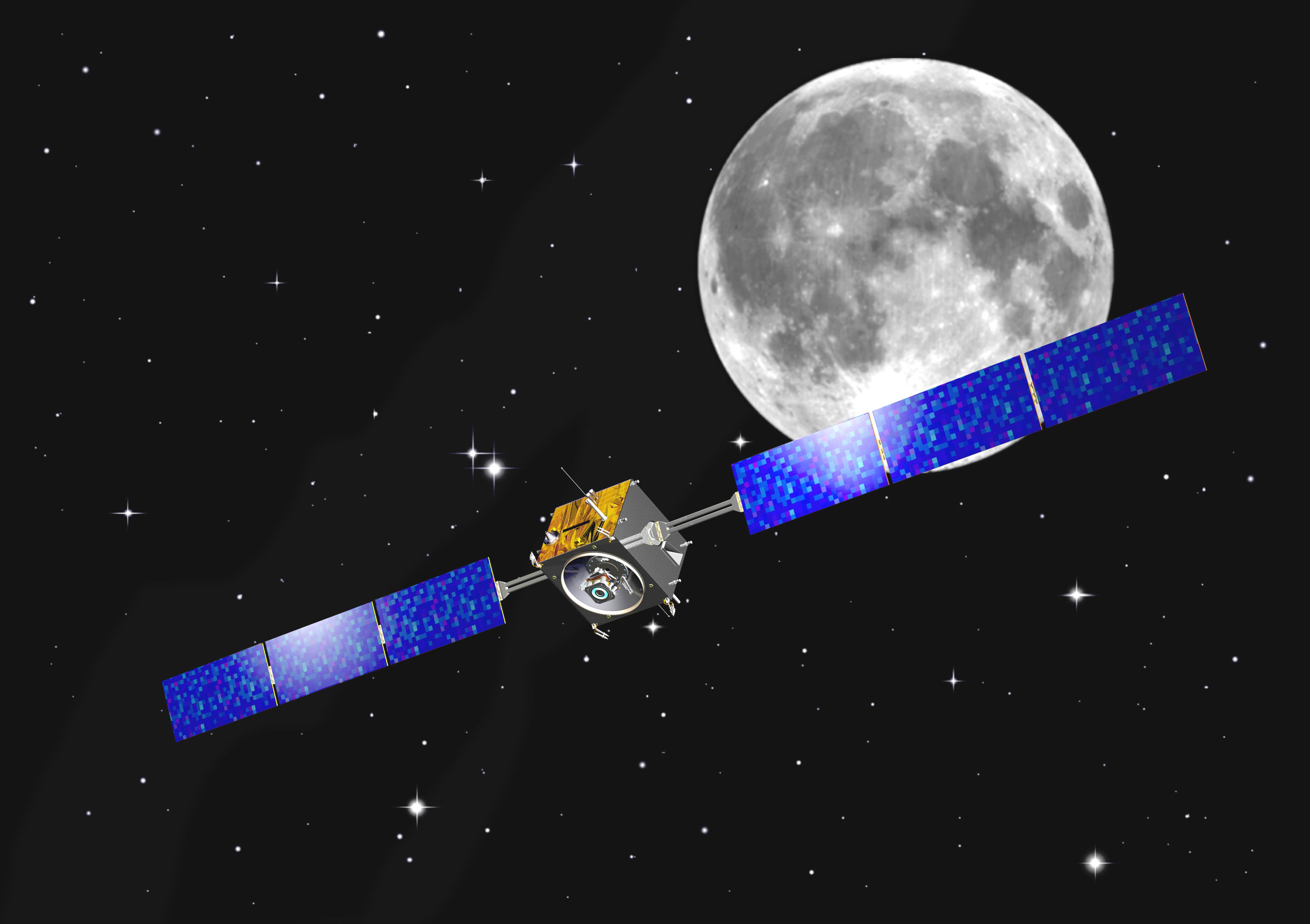
SMART-1

- 4 septembrie: Cel mai aglomerat centru comercial din Europa, Bull Ring din Birmingham, este deschis oficial.
- 14 septembrie: Estonia aprobă aderarea la Uniunea Europeană printr- un referendum.
- 15 septembrie: Rebelii ELN răpesc opt turiști străini la Ciudad Perdida, Columbia, fiind eliberați 100 de zile mai târziu în urma negocierilor cu guvernul columbian.
- 20 septembrie: Letonia aprobă aderarea la Uniunea Europeană printr- un referendum.
- 24 septembrie: Telescopul spațial Hubble lansează câmpul Hubble Ultra-Deep, făcând 800 de expuneri până la 16 ianuarie 2004.
- 27 septembrie: Este lansat SMART-1, satelitul Agenției Spațiale Europene, pentru prima misiune pe lună.
- 30 septembrie: Paul Bérenger devine prim-ministru al statului Mauritius.

## Decese

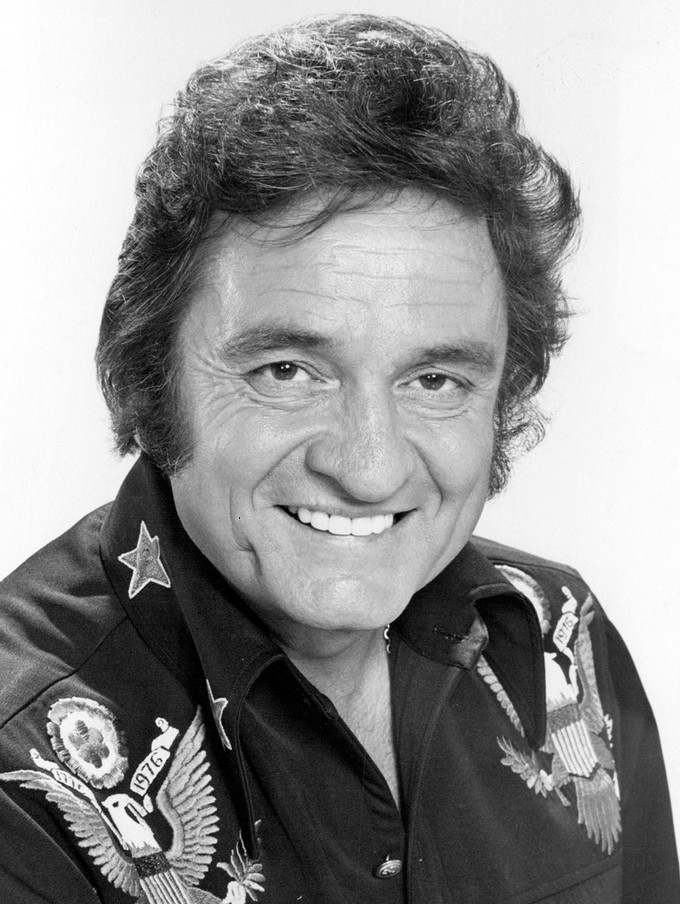
Johnny Cash

- 1 septembrie: Jack Smight, 78 ani, regizor american de film (n. 1925)
- 4 septembrie: Lola Bobescu (n. Lola Violeta Ana-Maria Bobescu), 84 ani, violonistă română (n. 1919)
- 5 septembrie: Kir Bulîciov, 68 ani, istoric și scriitor rus (n. 1934)
- 6 septembrie: Marshall Joseph Caifano (n. Marcello Giuseppe Caifano), 91 ani, gangster american (n. 1911)
- 9 septembrie: Edward Teller, 95 ani, fizician american, evreu născut în Ungaria (n. 1908)
- 11 septembrie: John Ritter, 54 ani, actor american (n. 1948)
- 12 septembrie: Johnny Cash (John R. Cash), 71 ani, cântăreț american (n. 1932)
- 18 septembrie: Yitzhak Artzi, 82 ani, politician israelian (n. 1920)
- 18 septembrie: Bob Mitchell (n. Richard Charles Mitchell), 76 ani, politician britanic (n. 1927)
- 19 septembrie: Kenneth Erwin Hagin, 86 ani, teolog protestant american (n. 1917)
- 20 septembrie: Gordon Mitchell, 80 ani, actor și culturist american (n. 1923)
- 22 septembrie: Modest Iftinchi, 73 ani, muzician român (n. 1930)
- 23 septembrie: Pál Almásy (Paul Almasy), 97 ani, scriitor maghiar (n. 1906)
- 23 septembrie: Vasile Ciocanu, 61 ani, filolog, istoric literar din R. Moldova (n. 1942)
- 23 septembrie: Simcha Dinitz, 74 ani, politician israelian (n. 1929)
- 23 septembrie: Iuri Senkevici, 66 ani, explorator rus de etnie mongolă (n. 1937)
- 24 septembrie: Derek Prince (n. Peter Derek Vaughan Prince), 88 ani, penticostal britanic (n. 1915)
- 25 septembrie: Franco Modigliani, 86 ani, economist italian, laureat al Premiului Nobel (1985), (n. 1918)
- 25 septembrie: Donald Nicol, 80 ani, bizantinist englez (n. 1923)
- 28 septembrie: Marshall Nicholas Rosenbluth, 76 ani, fizician american (n. 1927)
- 30 septembrie: Robert George Kardashian, 59 ani, avocat american (n. 1944)